# Серандон
Серандо́н (фр. Sérandon, окс. Serendon) — коммуна во Франции, находится в регионе Лимузен. Департамент — Коррез. Входит в состав кантона Нёвик. Округ коммуны — Юссель.
Код INSEE коммуны — 19256.
Коммуна расположена приблизительно в 390 км к югу от Парижа, в 105 км юго-восточнее Лиможа, в 50 км к востоку от Тюля.

## Население
Население коммуны на 2008 год составляло 349 человек.
| 1962 | 1968 | 1975 | 1982 | 1990 | 1999 | 2008 |
| ---- | ---- | ---- | ---- | ---- | ---- | ---- |
| 560  | 507  | 448  | 379  | 342  | 332  | 349  |

## Экономика
В 2007 году среди 204 человек в трудоспособном возрасте (15-64 лет) 126 были экономически активными, 78 — неактивными (показатель активности — 61,8 %, в 1999 году было 70,8 %). Из 126 активных работали 119 человек (64 мужчины и 55 женщин), безработных было 7 (5 мужчин и 2 женщины). Среди 78 неактивных 13 человек были учениками или студентами, 38 — пенсионерами, 27 были неактивными по другим причинам.

## Достопримечательности
- Церковь Сент-Радегонд (XII век). Памятник истории с 1926 года[3]

## Фотогалерея

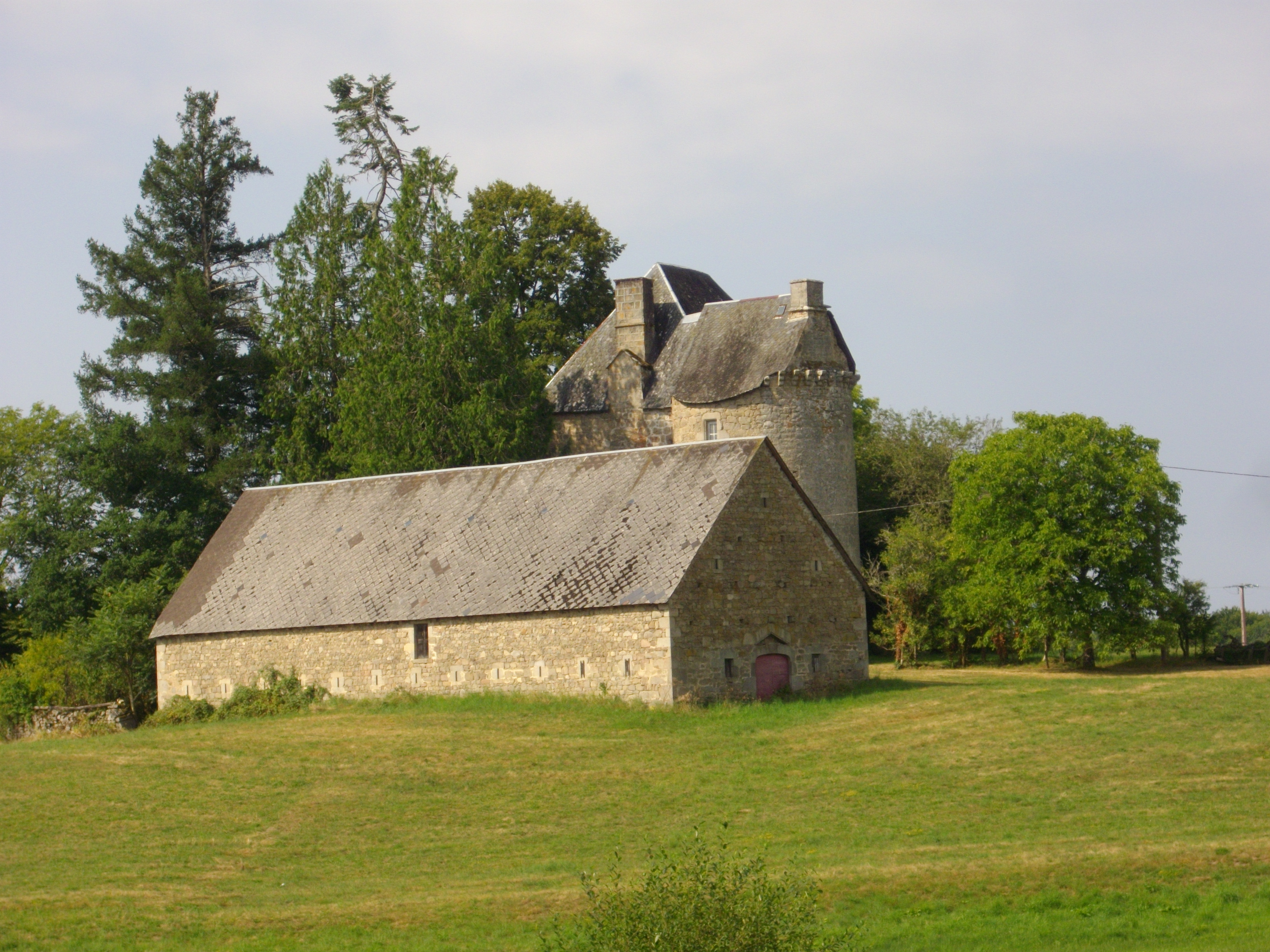
Замок Шарлан
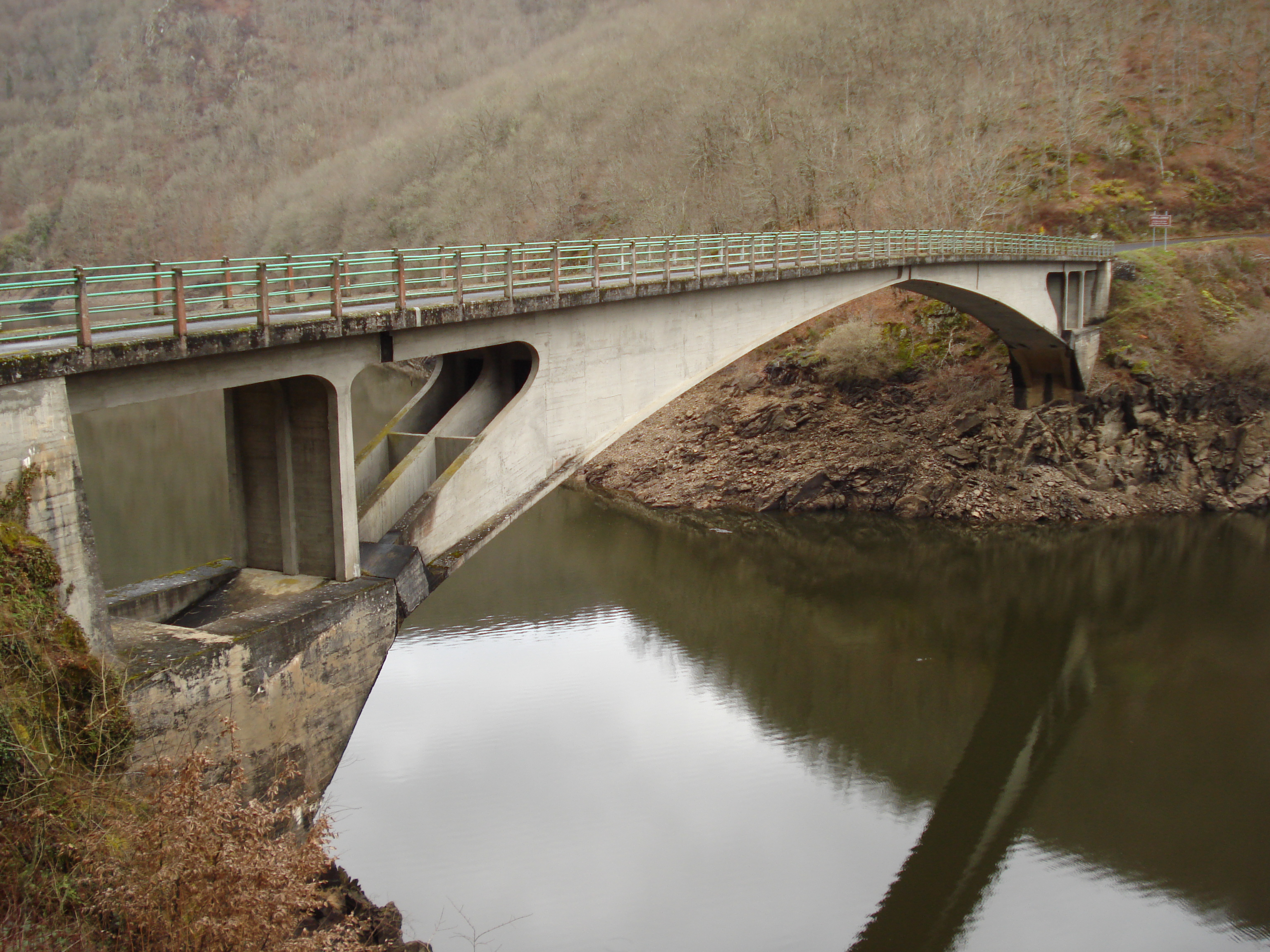
Мост через реку
 Триузун[англ.]
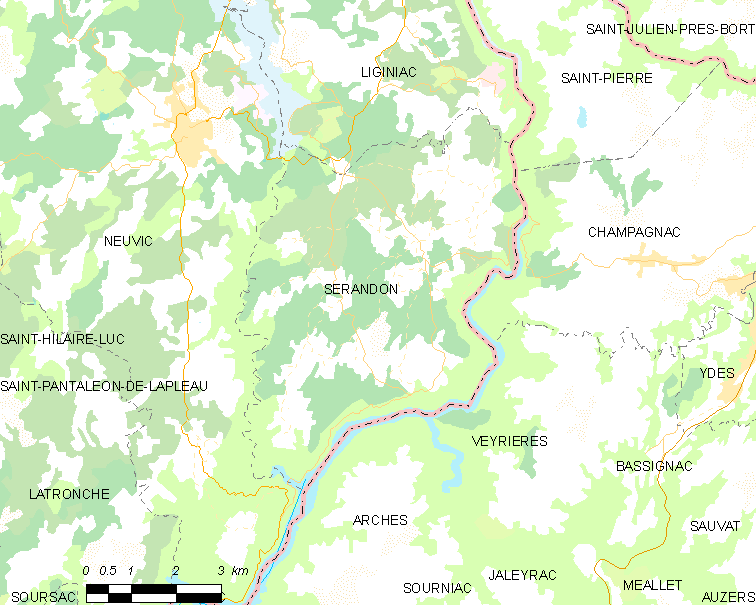
Карта коммуны